# بنجامین اشتارک
بنجامین اشتارک (به انگلیسی: Benjamin Starke) (زادهٔ ۲۵ نوامبر ۱۹۸۶) شناگر اهل آلمان است.